# Gino Basso
Gino Basso, né le 14 septembre 1914, à Lonio-Brienzio, en Italie, est un joueur italien de basket-ball.